# Campeonato Mundial de Ginástica Aeróbica de 2006
O IX Campeonato Mundial de Ginástica Aeróbica transcorreu entre os dias 1º e 3 de junho de 2006, na cidade de Nanjing, China. A anfitriã China foi a delegação que mais conquistou medalhas, foram cinco (duas de ouro, duas de prata e uma de bronze), e terminou assim na primeira posição no quadro de medalhas.

## Eventos
- Equipes
- Pares mistos
- Trios
- Individual masculino
- Individual feminino

## Medalhistas
| Evento                        | Ouro                                                                    | Ouro   | Prata                                                                                                | Prata  | Bronze                                                                                 | Bronze |
| Equipes detalhes              | CHN China Wei Yu Song Yan De Liang Xiong Shijian He Jinping Ao Yong Qin | 21,600 | FRA França Xavier Julien Nicolas Garavel Morgan Jacquemin Adrien Galo Vivien Peralta Gaylord Oubrier | 21.450 | CHN China Zhuo Zhang Yongjun Wu Xue Zhang Peng Tang Jia Li Xiaoping Guo                | 20.350 |
| Pares mistos detalhes         | ROU Romênia Tania Mihaela Pohoata Tudorel-Valentin Mavrodineanu         | 20.450 | ITA Itália Wilkie Satti Sanchez Giovanna Lecis                                                       | 20.250 | FRA França Julien Chaninet Aurélie Joly                                                | 20.200 |
| Individual masculino detalhes | CHN Jinping Ao                                                          | 21.700 | ESP Ivan Parejo                                                                                      | 21.200 | ROU Mircea Zamfir                                                                      | 21.050 |
| Individual feminino detalhes  | BRA Marcela Lopez                                                       | 21.600 | CHN Jinxuan Huang                                                                                    | 21.350 | ESP Elmira Dassaeva                                                                    | 21.250 |
| Trios detalhes                | ROU Romênia Mircea Zamfir Mircea Brinzea Tudorel-Valentin Mavrodineanu  | 21.500 | CHN China Yu Wei Yu Peng Zhang Yong Qin                                                              | 21.350 | BRA Brasil Cristina Simona Nedelcu Constantina Madalina Cioveie Raluca Elena Babaligea | 20.600 |

## Quadro de medalhas
| Ordem | País    |   |   |   |   |
| 1     | China   | 2 | 2 | 1 | 5 |
| 2     | Roménia | 2 |   | 2 | 4 |
| 3     | Brasil  | 1 |   |   | 1 |
| 4     | Espanha |   | 1 | 1 | 2 |
| 4     | França  |   | 1 | 1 | 2 |
| 6     | Itália  |   | 1 |   | 1 |